# ミラン・ペピチ
ミラン・ペピチ（ラテン翻字:Milan Pepić、1984年12月20日 - ）は、ボスニア・ヘルツェゴビナ出身の男子バレーボール選手。トゥズラ出身。ポジションはオポジット。

## 来歴
2012年9月、堺ブレイザーズ（現・日本製鉄堺ブレイザーズ）と契約。
2012/13シーズンのVプレミアリーグではチーム優勝に大きく貢献し、自らもMVP・得点王・ベスト6を獲得した
。

## 球歴
- ボスニア・ヘルツェゴビナ代表 - 2005-2010年
- 受賞歴
  - 2013年 - 2012/13 Vプレミアリーグ MVP・得点王・ベスト6賞
  - 2014年 - 2013/14 Vプレミアリーグ ベスト6、得点王[3]。

## 所属クラブ
- ピーターコチッチ高校
- サラエボスポーツ文化大学
- OPTIMA MODRICA（2005-2007年）
- OSIJEK（2007-2008年）
- Marchiol Vodi Prvačina（2008-2010年）
- LIG損害保険グレイターズ（2010-2012年）
- 堺ブレイザーズ（2012-2016年）
- FC東京（2016-2018年）
- ガゼレク・アジャクシオVC（2018-2019年）
- ディナモ・ブカレスト（2019-2020年）
- パルチザン・ベオグラード（2020-2021年）
- アノルトシス・ファマグスタ（2021-2022年）
- ツルヴェナ・ズヴェズダ（2022-2023年）